# Gregorio Paltrinieri
Gregorio Paltrinieri (* 5. září 1994 Carpi) je italský plavec, specialista na dlouhé kraulařské tratě. Na mistrovství Evropy juniorů v plavání 2011 vyhrál závod na 1500 m volným způsobem. Je pětinásobným mistrem Evropy v dlouhém bazénu a dvojnásobným v krátkém bazénu, vyhrál patnáctistovku na mistrovství světa v plavání v krátkém bazénu 2014 i na mistrovství světa v plavání 2015, na 800 metrů byl v roce 2015 stříbrný. Na olympiádě 2012 skončil v závodě na 1500 m na pátém místě, na olympiádě 2016 stejnou trať vyhrál. Je držitelem světového rekordu na 1500 m v. zp. v krátkém bazénu časem 14:08,06. Časopis La Gazzetta dello Sport ho vyhlásil nejlepším italským sportovcem za roky 2015 a 2016.